# Luật thi hành án giải thích số 748 Viện Tư Pháp

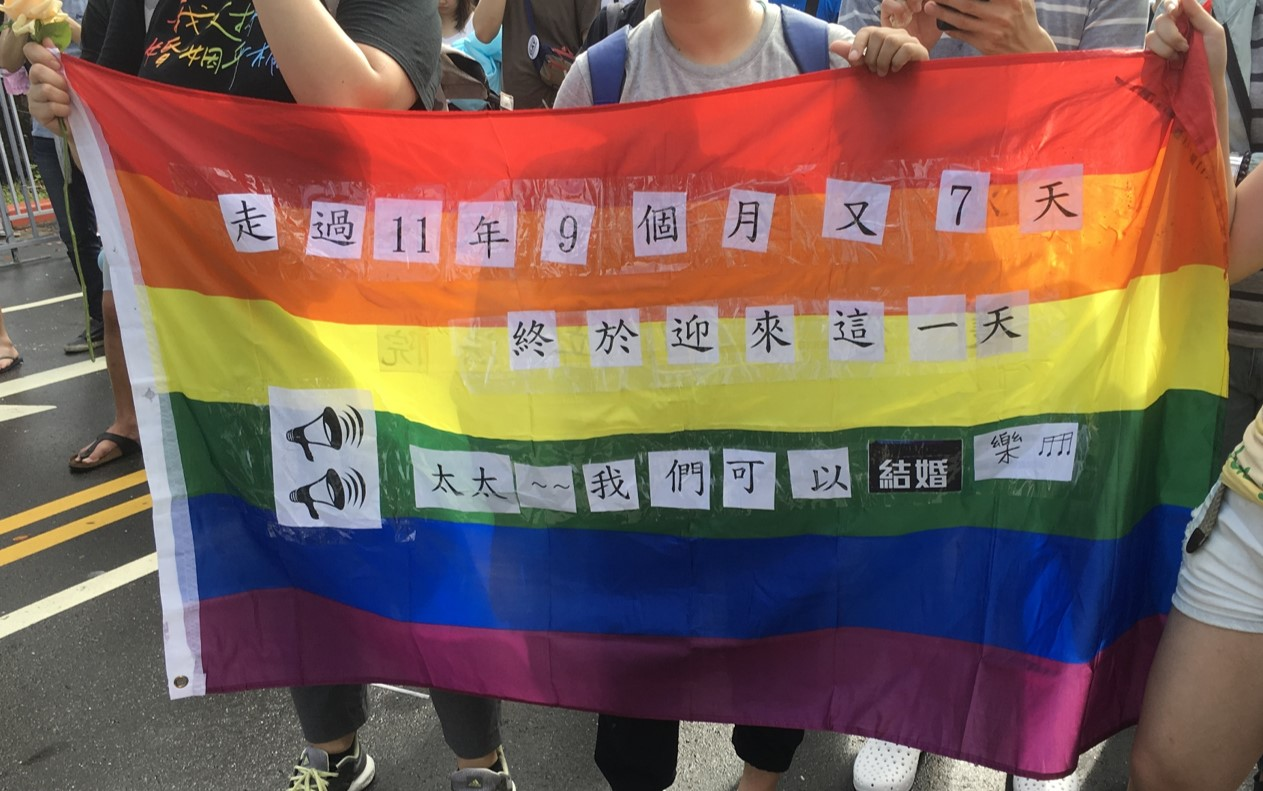

Luật thi hành án giải thích số 748 Viện Tư Pháp, gọi tắt Luật thi hành số 748, là một luật chuyên môn về hôn nhân cùng giới ở Trung Hoa Dân Quốc. Mục đích lập pháp là để đạt được sự bình đẳng về tự do hôn nhân trong Hiến pháp Trung Hoa Dân Quốc để hôn nhân cùng giới được pháp luật công nhận. Luật này đã được Viện Lập Pháp thông qua vào ngày 17 tháng 5 năm 2019 (Ngày Quốc tế về Homophobia) và được Tổng thống Tsai Ing-wen ban hành vào ngày 22 tháng 5 cùng năm. có hiệu lực vào ngày 24 tháng 5 năm 2019, điều đó khiến Trung Hoa Dân Quốc trở thành quốc gia đầu tiên ở châu Á công nhận hôn nhân cùng giới.

## Bối cảnh

### Dự thảo năm 2006
Dự thảo luật  hôn nhân bình đẳng đầu tiên của Đài Loan xuất hiện vào ngày 11 tháng 10 năm 2006, do nhà lập pháp DPP Xiao Meiqin đã đề xuất trong dự thảo luật hôn nhân cùng giới. Tuy nhiên, dự luật đã bị các uỷ viên phe đối lập ngăn chặn mạnh mẽ. Vào ngày 31 tháng 10, Ủy ban trực tự đã bác bỏ dự thảo Đạo luật Hôn nhân cùng giới và không liệt vào chương trình nghị sự của viện lập pháp.

### Ba dự thảo luật hôn nhân đa nguyên
- Dự thảo Quyền bình đẳng hôn nhân (do người thân trong luật dân sự biên tập): cấp cho các cặp cùng giới quyền kết hôn và cùng nhau nhận con nuôi;
- Dự thảo hệ thống đối tác: quyền của hai người không có giới tính tham gia vào mối quan hệ gia đình không dựa trên tình yêu và quan hệ tình dục;
- Dự thảo hệ thống gia đình: cấp quyền cho hai hoặc nhiều người có giới tính không giới hạn thành lập gia đình với yêu cầu chung sống;